# Mutnofret

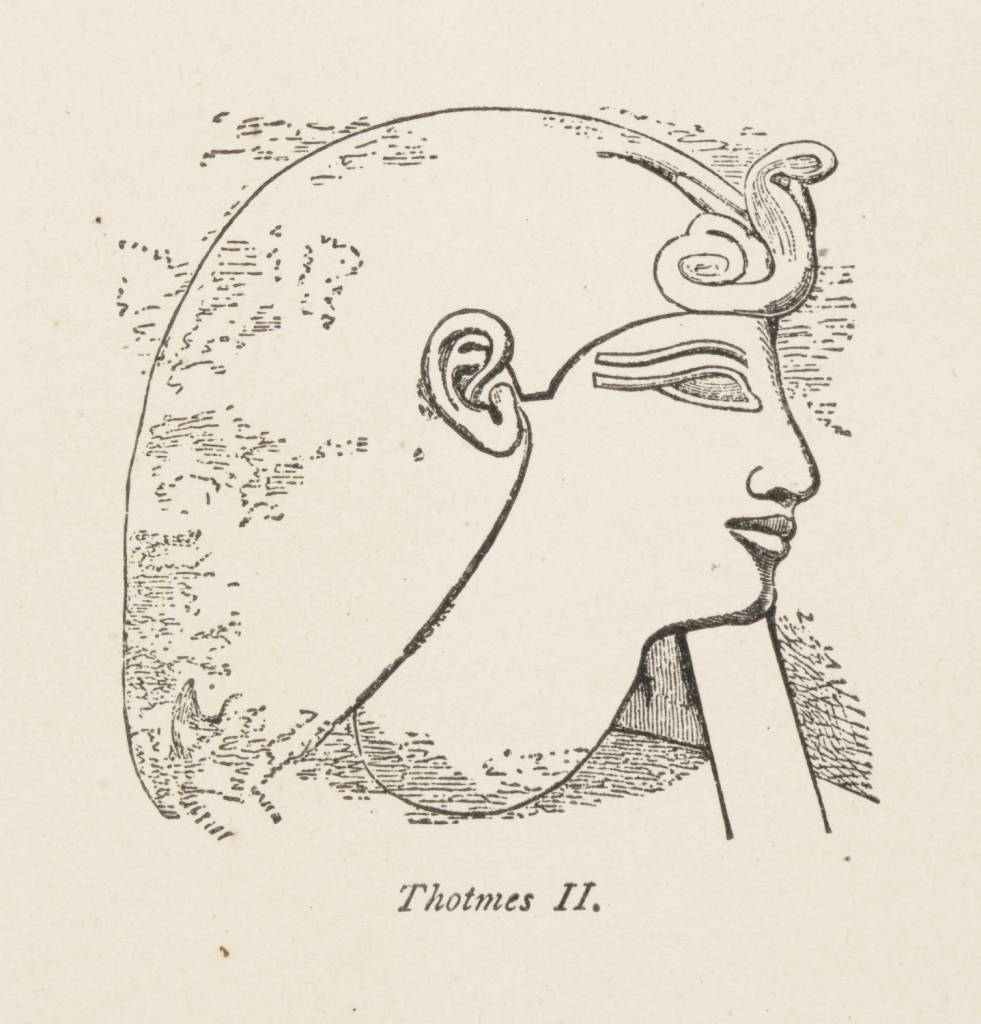
Thutmose II, figlio di Mutnofret.

Mutnofret (... – dopo il 1483 a.C.) è stata una regina egizia della XVIII dinastia, moglie secondaria di Thutmose I e madre di Thutmose II.
|         |     |     |       |
| \| # \| |     |     |       |
|         |     |     |       |
| #       | G15 | nfr | f&r&t |

| # | G15 | nfr | f&r&t |

|         |     |     |       |
| \| # \| |     |     |       |
|         |     |     |       |
| #       | G15 | nfr | f&r&t |

| # | G15 | nfr | f&r&t |

Mut nfr.t
Mutnofret ("Mut è bella")

## Vita
Sulla base dei suoi titoli di figlia del Re e sorella del Re è possibile stabilire che fosse figlia di Ahmose e sorella di Amenofi I. Probabilmente ebbe altri figli da Thutmose I: Amenmose, Wadjmose e Ramose. La Grande Sposa Reale di Thutmose I, Ahmose, era quasi sicuramente sorella di Mutnofret.
Fu raffigurata nel tempio di Deir el-Bahri costruito da suo nipote Thutmosi III; una stele trovata nel Ramesseum reca una dedica da Thutmose II, ciò suggerisce che Mutnofret fosse ancora viva durante il regno di suo figlio (ca. 1483 - 1480 a.C.).

## Titoli
- Figlia del Re
- Sorella del Re